# Cercartetus concinnus
Espèce
Statut de conservation UICN

 LC  : Préoccupation mineure
Répartition géographique
Le Cercartetus concinnus (Cercartetus concinnus, en anglais : the Southwestern Pygmy Possum ou the Western Pygmy Possum ou the Mundarda) est un opossum pygmée du Sud de l'Australie.

## Description
Il ressemble aux autres opossums pygmées mais s'en distingue par la couleur cannelle de son pelage qui devient blanche sur le ventre.

## Distribution et habitat
On le trouve dans la partie Sud-Ouest de l'Australie Occidentale ainsi que dans les zones céréalières de l'Australie-Méridionale et du Sud de l'État de Victoria jusqu'à Edenhope. On le trouve aussi dans l'île de Kangaroo Island.

## Mode de vie
C'est un animal nocturne qui passe ses journées dans un nid au sommet des arbres, ne descendant que la nuit pour se nourrir.

## Alimentation
Il se nourrit d'invertébrés et de nectar.